# Trpimir I
Trpimir I (pronunciación en croata: [tř̩pimiːr př̩ʋiː], en latín: Trepimerus) fue un duque (kniaz) de Croacia en c. 845–864, y el fundador de la dinastía Trpimirović que gobernó en Croacia, con interrupciones, desde 845 hasta 1091. A pesar de que fue formalmente vasallo del emperador franco Lotario I, Trpimir utilizó los conflictos franco-bizantinos para gobernar independientemente.

## Reinado

Ducado de Croacia en 850

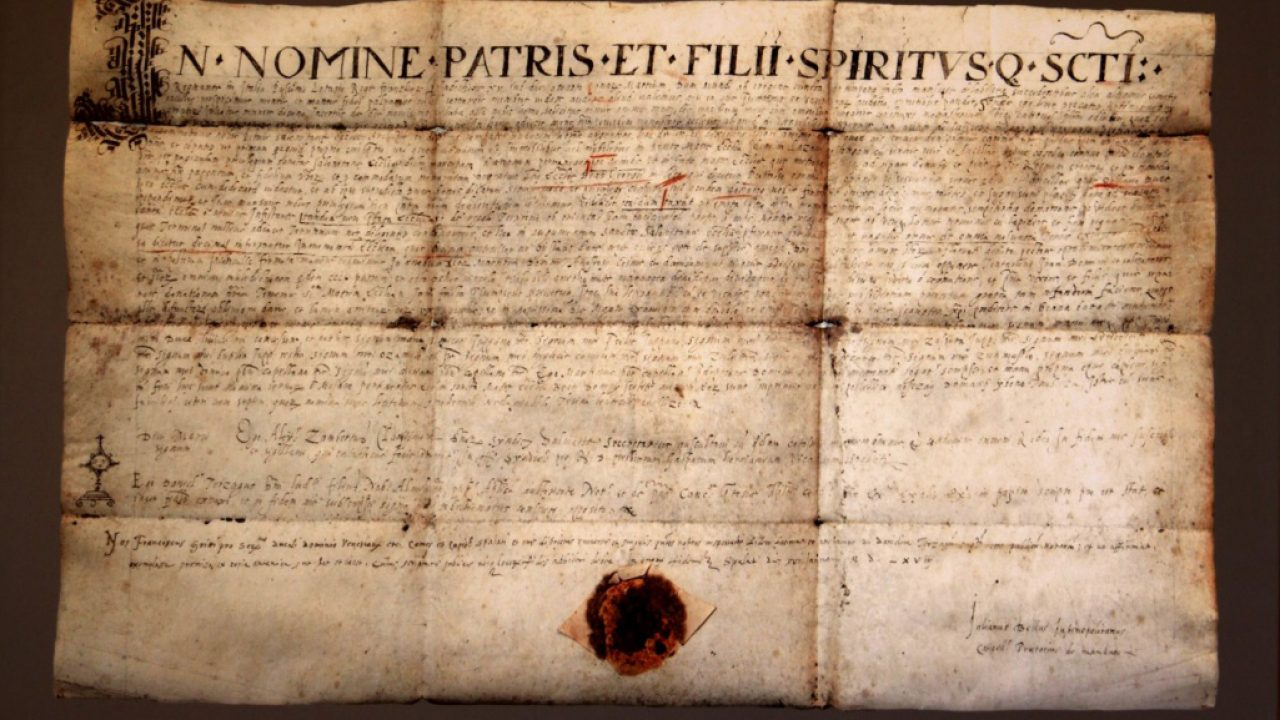
Carta en latín del Duque Trpimir, datada de 852

Trpimir sucedió a Mislav, duque de Croacia, en el trono en Klis alrededor del 845. Reforzó las fortificaciones de Klis, que se remontaban hasta época romana, y combatió victoriosamente contra sus vecinas, las ciudades costeras bizantinas dependientes del strategos de Zadar, en 846. En 854, rechazó un ataque por un ejército del kan Boris I y concluyó un tratado de paz con él, intercambiando regalos. Los búlgaros y los croatas convivieron pacíficamente desde aquel tiempo.
El teólogo sajón Godescalco de Orbais fue parte de la corte de Trpimir entre 846 y 848, tras abandonar Venecia y antes de llegar al Primer imperio búlgaro. Su obra De Trina deitate es una importante fuente historiográfica para el reinado de Trpimir, describiendo sus victorias contra un patricio bizantino en 846, que Gottschalk asociaba a su teoría de la predestinación. Trpimir fue llamado por Gottschalk rex Sclavorum como muestra de su admiración por él y de su independencia.
El 4 de marzo de 852, Trpimir emitió una carta en Biaći (in loco Byaci dicitur) en latín, confirmando las donaciones de Mislav al Arzobispado de Split. La carta se ha preservado gracias a una copia de 1568. En este documento, Trpimir se proclama "por la piedad de Dios, Duque de los croatas" (en latín: Dux Chroatorum iuvatus munere divino) y su reino como el "Reino de los croatas" (Regnum Chroatorum). Se trata del primer uso del término croata que se tiene constancia. El término regnum era utilizado en aquel tiempo como señal de su independencia y no significa un reino formal como se entiende actualmente. La carta documenta su propiedad de la fortaleza de Klis y menciona su decisión para construir una iglesia y el primer monasterio benedictino en Rižinice, entre las ciudades de Klis y Solin, permitiendo la entrada de los benedictinos en Croacia.

Se conserva igualmente una inscripción en un arco sobre el altar del monasterio de Rižinice con el nombre y título del duque::
PRO DVCE TREPIME[RO... ...PRECE]S CHR[IST]O SV[B]MIT[TATIS ET INCLINATA HABE]TE COLA TERME[NTES...]
 Probablemente construyera también una iglesia en Kapitul, en las cercanías del castillo de Knin donde se ha encontrado su nombre en los restos arqueológicos.
Trpimir emprendió un peregrinaje a Cividale junto con su hijo Peter, el cual consta en el Evangeliario de Cividale, donde está titulado como dominus (domno).

### Descendientes
El fin del reinado de Trpimir es difuso, justo como la secuencia de sus sucesores. Tuvo tres hijos; Peter, Zdeslav y probablemente Muncimir, ya que, en una carta datada de 892, Muncimir declara que vuelve al trono de su padre. Trpimir fue sucedido alrededor de 864 por su hijo Zdeslav, que fue depuesto por Domagoj, o directamente por Domagoj, que hizo huir a los hijos de Trpimir a Constantinopla.